# Florian Lutz (Szenenbildner)
Florian Lutz (* 27. Juli 1970) ist ein deutscher Szenenbildner und Architekt. 
Lutz studierte Architektur von 1991 bis 1996 an der Fachhochschule München.  

## Filmografie
- 2001  Schulmädchen
- 2002  Der letzte Lude
- 2003  Die Nacht der lebenden Loser
- 2003  Mit Herz und Handschellen
- 2004  Zivis
- 2005  Türkisch für Anfänger
- 2005  Wo ist Fred
- 2006  Alma ermittelt – Tango und Tod
- 2007  Doctor’s Diary
- 2007  Ausbilder Schmidt – Der Film
- 2008  Männersache